# Clos du Bergoje
Le clos du Bergoje (en néerlandais: Bergagegaarde) est une impasse bruxelloise de la commune d'Auderghem qui aboutit sur la chaussée de Wavre à proximité de la place Communale d'Auderghem. Le piéton se voit offrir la possibilité de déboucher par un sentier public plus loin sur la chaussée de Wavre ou encore, de descendre vers le parc du Bergoje s'ouvrant sur la rue Jacques Bassem. La numérotation des habitations va de 1 à 36 pour les maisons et de 39 à 41 pour la Résidence de la Butte au Bois.

## Historique et description
La colline sur laquelle s'élève le clos du Bergoje s'appelait jadis Loozenberg. Petite partie de terre argileuse appartenant à la Forêt de Soignes, ce promontoire en a été séparé en 1729 lors de la construction de la chaussée reliant Bruxelles à Wavre. On y construisit des habitations des deux côtés de cette chaussée - déjà localisées sur la carte de Ferraris (1770) - où habitaient principalement de grandes familles dans de très petites maisons. À l'époque cette colline, qui domine la vallée de la Woluwe et celle du Roodkloosterbeek (ou ruisseau du Rouge-Cloître), était bordé par de grands étangs et au sommet, par les potagers des maisons de la chaussée de Wavre. Le site était aussi partiellement boisé.
Au début du XXe siècle, il y avait, tout en haut du site, une imposante demeure bourgeoise, la villa de la
Bruyère, entourée d’un vaste jardin. C’est dans la propriété de cette villa démolie en 1986 qu’a été créé le
quartier du Clos du Bergoje. Il a une forme de fer à cheval bordé à l'extérieur par des maisons unifamiliales 
et à l'intérieur d'un immeuble à appartements, côtoyant un espace de jeux. Le conseil communal du 3 mars 1987 décida d'appeler le clos du Bergoje. (en néerlandais : Bergage)
La zone basse, où s’étire la vallée du Roodkloosterbeek (ruisseau du Rouge-Cloître), est restée non bâtie, en raison de son caractère marécageux. En 1994, l'IBGE en a fait un parc qui tient compte des éléments naturels du site et tente de les préserver.

### Origine du nom
Le bourgmestre Gustave Demey aurait utilisé le premier le terme berghuizen pour qualifier ce noyau d'habitation très dense. Dans le dialecte auderghemois, ceci se traduit par berg-hose ou bergoje.

## Situation et accès
Le clos est long de 330 mètres.